# Castelo de Penedono
O Castelo de Penedono, também referido como Castelo do Magriço, na Beira Alta, localiza-se, freguesia de Penedono e Granja, na vila e município de Penedono, no distrito de Viseu, em Portugal.
Em posição dominante sobre a povoação, esta pequena estrutura medieval constitui um misto de fortificação defensiva e de residência senhorial.
O Castelo de Penedono está classificado como Monumento Nacional desde 1910.

## História

### Antecedentes
A ocupação humana do seu sítio certamente remonta a época pré-romana, embora não seja possível afirmá-lo com exatidão.

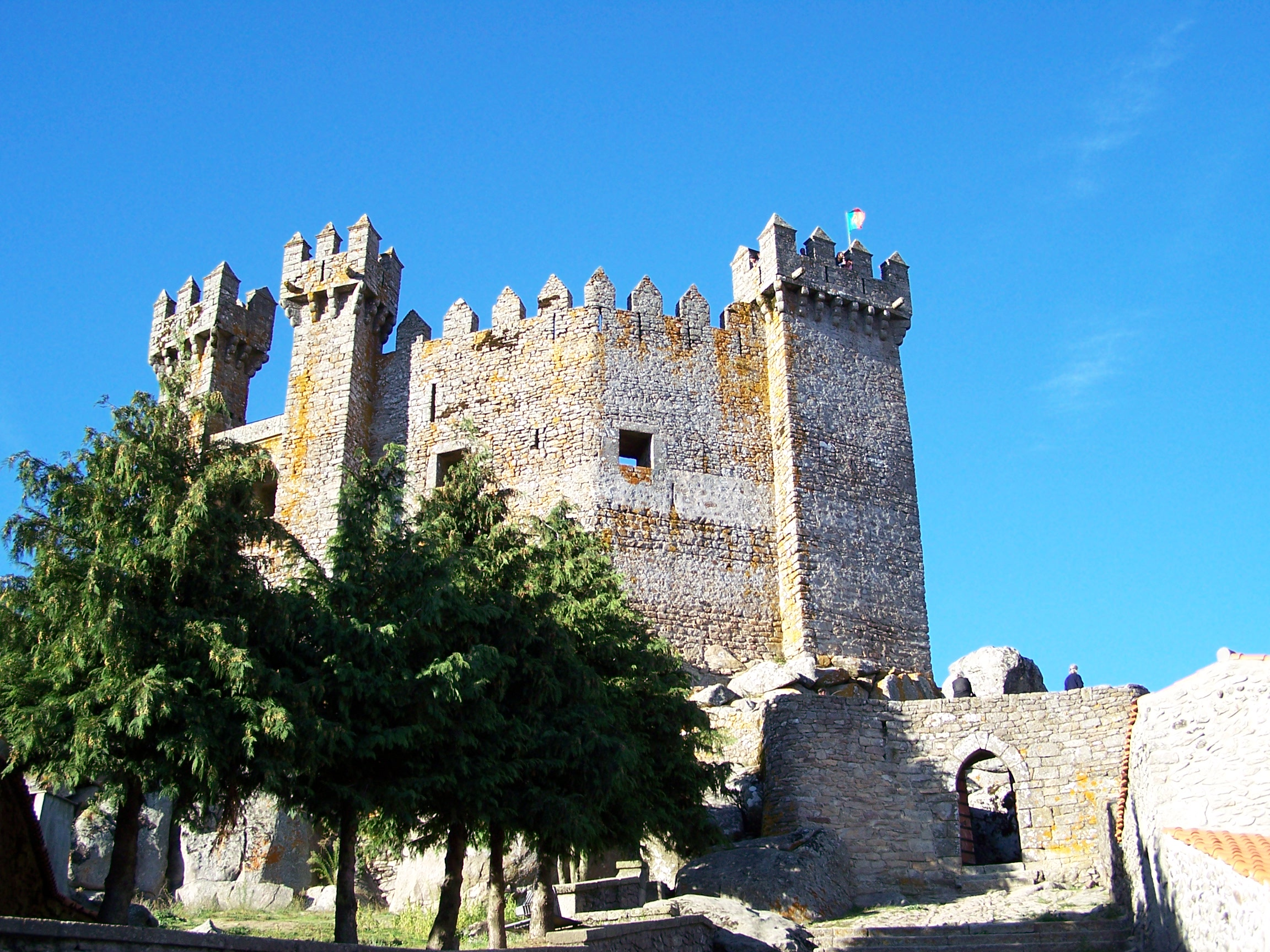
Castelo de Penedono, Portugal.

### O castelo medieval
As fontes documentais mais antigas mencionam esta área apenas à época da Reconquista cristã da Península Ibérica aos mouros, a propósito do repovoamento da região após a vitória das forças de Ramiro II de Leão na batalha de Simancas (939). A defesa desta parte do território foi confiada a Rodrigo Tedoniz, marido de Leodegúndia (irmã de Mumadona Dias) com quem gerou D. Flâmula (ou Chamoa Rodrigues). Rodrigo viria a ser alcaide dos castelos do soberano e, nessa função, teria determinado a reedificação do Castelo de Penedono. Posteriormente, em 998 da Era Hispânica (960 da Era Cristã), Chamoa Rodrigues, achando-se gravemente enferma, fez-se conduzir ao Mosteiro de Guimarães, instituindo como testamenteira a sua tia Mumadona, com o encargo de dispor de seus bens para fins de beneficência. Entre eles, incluía-se uma série de castelos e respectivas gentes (penellas et populaturas) na fronteira da Beira Alta, entre os quais este, de Penela.
Durante o século XI, ao sabor dos avanços e recuos das fronteiras cristãs, Penedono e o seu castelo mudaram de mãos em diversas ocasiões. A sua reconquista definitiva deveu-se à ação do rei leonês Fernando Magno (1064). Um inventário dos bens do Mosteiro de Guimarães, lavrado em 1095, relaciona o Castelo de Penedono entre outros bens anteriormente legados por D. Chamoa. Com a emancipação política de Portugal, os seus domínios passaram a integrar os da jovem nação. D. Sancho I (1185-1211), ante a situação estratégica de Penedono, próxima à linha fronteiriça, incentivou o repovoamento dessas terras através de Foral (1195), ao mesmo tempo em que determinava a reconstrução das suas defesas. O seu sucessor, D. Afonso II (1211-1223) confirmou-lhe o foral em 1217. A povoação e o seu castelo também tiveram a atenção de D. Dinis (1279-1325), que lhe determinou reforços na defesa.
A atual configuração do castelo remonta aos fins do século XIV, quando D. Fernando (1367-1383) incluiu a povoação no termo de Trancoso. Diante da intenção da edilidade de arrasar o Castelo de Penedono, os homens-bons desta vila insurgiram-se, logrando a sua autonomia. Esses domínios foram então doados a D. Vasco Fernandes Coutinho (Marialva), senhor do couto de Leomil, que fez reconstruir o castelo.

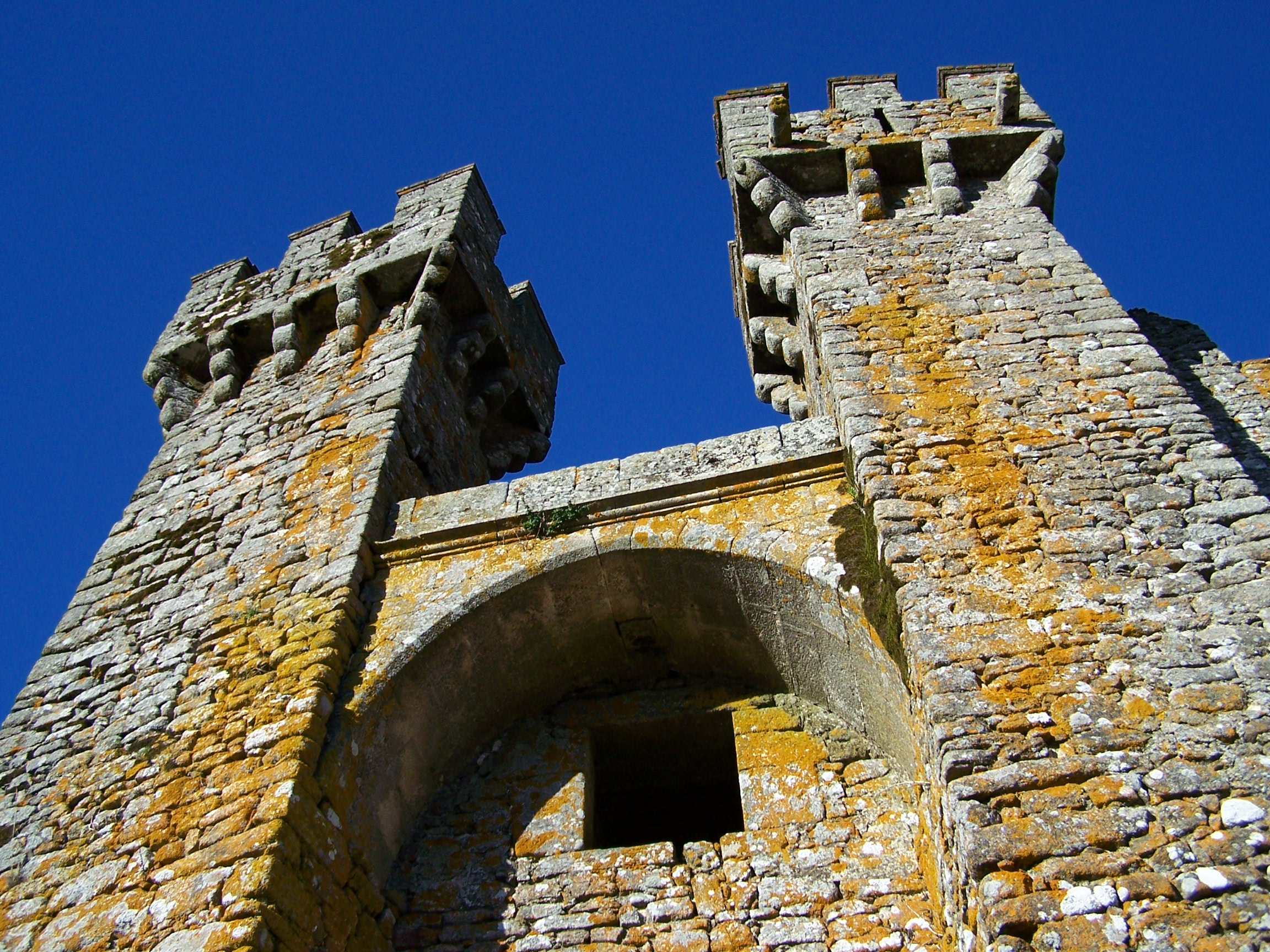
Castelo de Penedono.

No contexto da crise de 1383-1385, tendo falecido na Primavera de 1384 o alcaide de Penedono, Vasco Fernandes Coutinho, sucedeu-o na função o seu filho, Gonçalo Vasques Coutinho. Leal ao partido do Mestre de Avis, foi-lhe confiado, no início de 1385 o encargo de chefiar as forças do Porto que conquistaram o Castelo da Feira. Posteriormente, distinguiu-se, por mérito, na batalha de Trancoso (Maio de 1385), o que lhe valeu a promoção ao posto de marechal. Acredita-se que, no Castelo de Penedono, tenham nascido os filhos deste alcaide e, dentre eles:
- o primogênito, Vasco Fernandes Coutinho, 1º conde de Marialva, que integrou a malfadada expedição a Tânger (1437); e
- Álvaro Gonçalves Coutinho[3], o cavaleiro alcunhado Magriço, herói da narrativa dos Doze Pares de Inglaterra, imortalizado por Camões no Canto VI de Os Lusíadas.

Os descendente do conde de Marialva mantiveram interesses no Castelo de Penedono, a saber: D. Gonçalo Coutinho, que herdou o título condal, e D. Fernando Coutinho, ambos integrantes da segunda expedição a Tânger (1464), onde o primeiro perdeu a vida; os seus netos, D. João Coutinho, 3º conde de Marialva, e D. Francisco Coutinho, 4º Conde de Marialva por sucessão de seu irmão, falecido sem descendência, ambos integrantes da expedição que conquistou Arzila (1471), que ao primeiro custou a vida.
Sob o reinado de D. Manuel I (1495-1521), a vila recebeu o Foral Novo (1512), o que atesta a sua importância à época. Foram realizadas, nesta conjuntura, novas obras no castelo, para o que terá contribuído a influência do 4º conde de Marialva, vedor das obras reais na Beira, cuja filha única, D. Guiomar Coutinho, desposou o infante D. Fernando. Falecendo o conde sem descendência, e sua filha, dois anos depois, também sem descendência, extinguiu-se a família Coutinho.

### Do século XVII aos nossos dias

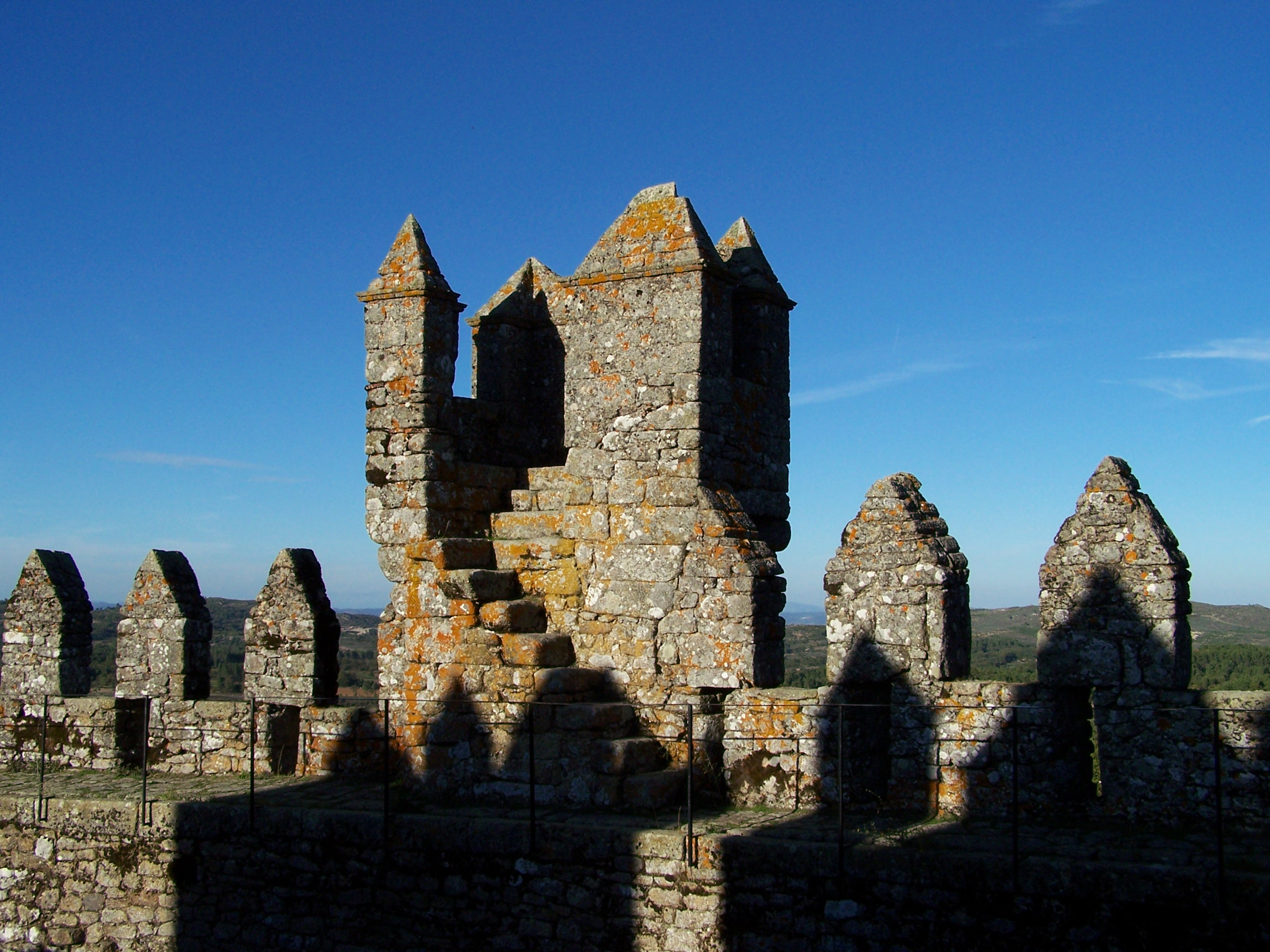
Castelo de Penedono.

Os domínios de Penedono e seu castelo são referidos, no século XVII, associados aos Lacerda, que então usavam honoríficamente o título de seus alcaides-mores.
O castelo foi visitado por Alexandre Herculano em 1812, que o descreve, à época, como já em ruínas.
No século XX, foi classificado como Monumento Nacional por Decreto publicado em 23 de Junho de 1910.
Em 1940, no âmbito das comemorações dos Centenários, promovidas pelo Estado Novo português, o castelo foi alvo de intervenções de consolidação e restauro de panos de muralhas e de torres, parcialmente reconstruídos, a cargo da Direcção Geral dos Edifícios e Monumentos Nacionais. Novos trabalhos tiveram lugar em 1943 e em 1953, permitindo que o conjunto chegasse até aos nossos dias relativamente bem conservado, mas ainda carecendo de obras em seu interior.

## Características
Na cota de 930 metros acima do nível do mar, nada sabemos de suas primitivas configurações. O atual castelo, de pequenas dimensões (com perímetro externo de cerca de 70 metros), data do final do século XIV, com complementos datando da passagem do século XV para o XVI.

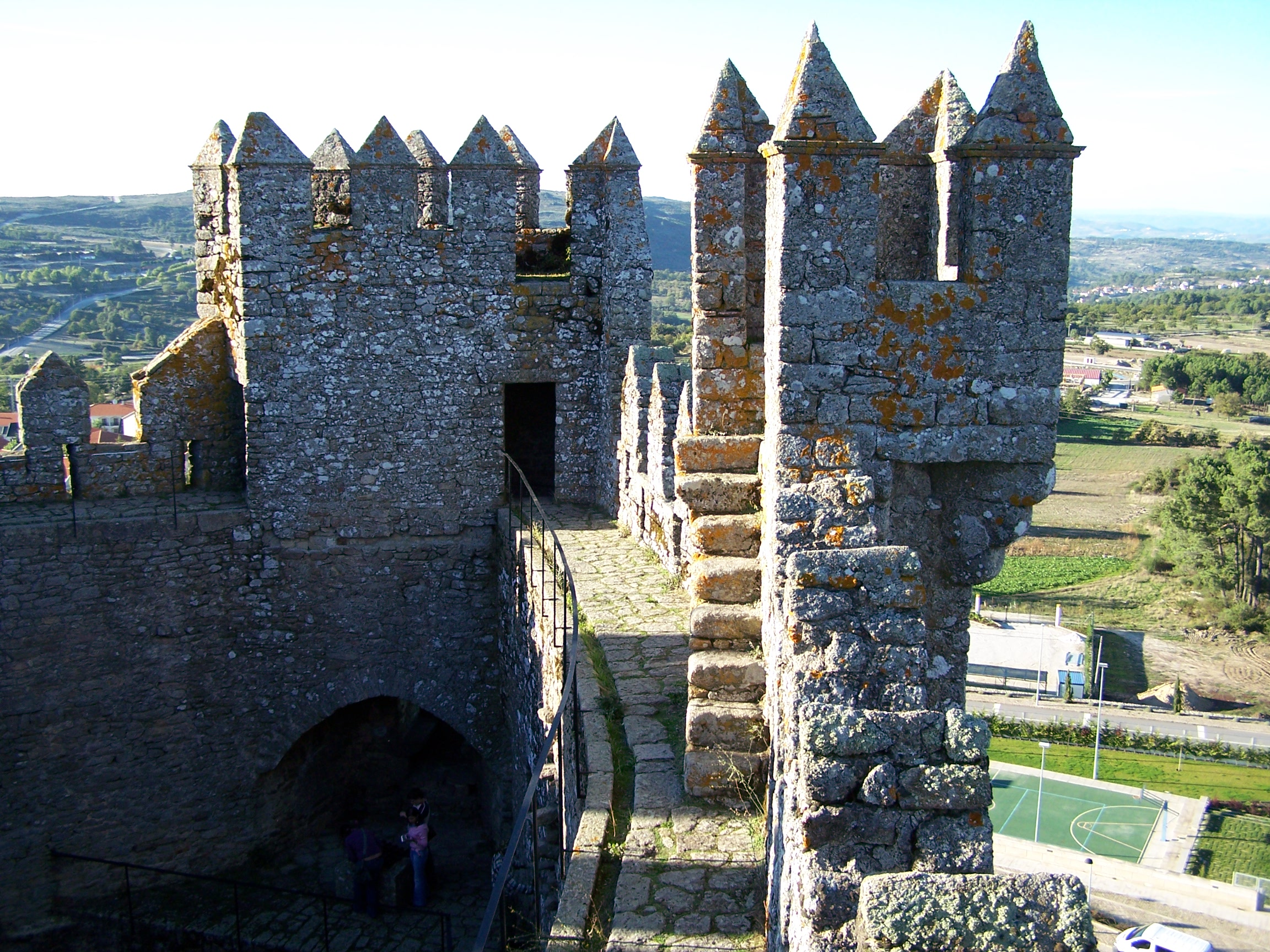
Castelo de Penedono.

Com a função de Solar, apresenta planta hexagonal irregular, com os panos laterais de muralhas ressaltados e protegidos por ameias piramidais. Em pedra de granito e xisto, no setor noroeste, a muralha é reforçada por um cubelo defensivo. Dois outros robustos torreões prismáticos, com contrafortes e mísulas, são coroados por ameias piramidais. No setor sudoeste da muralha destacam-se dois torreões esguios, coroados de ameias piramidais reentrantes, ladeando e protegendo a porta principal do castelo, encimada por um arco pleno que une ambos os torreões defensivos. Por esta acede-se a praça de armas, de pequenas dimensões. Nas suas paredes, observam-se os vestígios das bases do travejamento de madeira dos pisos residenciais, sendo as paredes rasgadas por janelas quadradas ladeadas por bancos de pedra. Num dos ângulos da praças de armas, sob a torre de menagem, inscreve-se a cisterna, de seção poligonal, recoberta por abóbada em cruzaria de ogivas.
O conjunto é completado por uma pequena barbacã, cuja cortina é rasgada por uma porta em arco ogival e pelo adarve.

## Curiosidades
Embora não haja muito a ver no interior deste pequeno castelo, além da magnífica paisagem que se descortina do alto de seus muros, caso o mesmo se encontre fechado, a chave encontra-se na pequena loja vizinha ao pelourinho do país.